# Campeonato Argentino Select 12 2024
El Campeonato Argentino Select 12 de 2024 fue la décimo-tercera edición del torneo organizado por la Unión Argentina de Rugby para las uniones provinciales en la tercera división (Zona Desarrollo) del Campeonato Argentino Juvenil. El torneo se llevó a cabo el 1 y 3 de noviembre de 2024, a excepción de la final por el ascenso, la cual se disputará el 1 de diciembre.
La Unión Andina de Rugby fue elegida como anfitriona de la Zona Norte por segunda temporada consecutiva, eligiendo nuevamente como sede a Los Teros Rugby Club en San Fernando del Valle de Catamarca. La Zona Sur, por otro lado, fue albergada por la Unión de Rugby del Sur por primera vez, la cual eligió como sede a Santa Rosa Rugby Club en la Provincia de La Pampa. vDurante esta temporada participaron diez equipos en lugar de doce debido a las ausencias de los seleccionados de Santa Cruz y Tierra del Fuego, por lo cual cada zona estuvo compuesta por cinco equipos y se resolvieron bajo el sistema de todos contra todos. 
Los campeones durante esta temporada fueron la  Unión de Rugby de Misiones (Zona Norte) y la Unión de Rugby del Oeste de Buenos Aires (Zona Sur), con ambos equipos consagrándose de forma invicta. Ambos campeones se enfrentaran en una final por el ascenso al Campeonato Argentino Juvenil 2025 el 1 de diciembre en Mar del Plata, en conjunto con la fases finales de esta temporada.

## Equipos participantes
Disputaron este torneo diez equipos, correspondientes a la tercera división del Campeonato Argentino Juvenil 2024.
| Zona                 | Equipo        | Unión                                    |
| -------------------- | ------------- | ---------------------------------------- |
| Zona Norte 5 equipos | Andina        | Unión Andina de Rugby                    |
| Zona Norte 5 equipos | Formosa       | Unión de Rugby de Formosa                |
| Zona Norte 5 equipos | Jujuy         | Unión Jujeña de Rugby                    |
| Zona Norte 5 equipos | Misiones      | Unión de Rugby de Misiones               |
| Zona Norte 5 equipos | Paraguay      | Unión de Rugby del Paraguay              |
| Zona Sur 5 equipos   | Austral       | Unión de Rugby Austral                   |
| Zona Sur 5 equipos   | Lagos del Sur | Unión de Rugby de los Lagos del Sur      |
| Zona Sur 5 equipos   | Oeste         | Unión de Rugby del Oeste de Buenos Aires |
| Zona Sur 5 equipos   | San Luis      | Unión de Rugby San Luis                  |
| Zona Sur 5 equipos   | Sur           | Unión de Rugby del Sur                   |

En cursiva los seleccionados internacionales invitados.

## Zona Norte
| Pos. | Equipos  | Partidos | Partidos | Partidos | Tantos | Tantos | Tantos | Pts. |
| Pos. | Equipos  | G        | E        | P        | PF     | PC     | DP     | Pts. |
| ---- | -------- | -------- | -------- | -------- | ------ | ------ | ------ | ---- |
| 1.°  | Misiones | 4        | 0        | 0        | 77     | 34     | +43    | 17   |
| 2.°  | Paraguay | 3        | 0        | 1        | 102    | 41     | +61    | 16   |
| 3.°  | Andina   | 2        | 0        | 2        | 61     | 52     | +9     | 11   |
| 4.°  | Jujuy    | 1        | 0        | 3        | 26     | 82     | -56    | 4    |
| 5.°  | Formosa  | 0        | 0        | 4        | 29     | 86     | -57    | 1    |

|  | Campeón Zona Norte y clasifica a final de ascenso |

| 1 de noviembre | Misiones | 21 - 7  | Formosa | Los Teros Rugby Club, Catamarca |  |
|                |          | Reporte |         |                                 |  |

| 1 de noviembre | Paraguay | 33 - 12 | Jujuy | Los Teros Rugby Club, Catamarca |  |
|                |          | Reporte |       |                                 |  |

| 1 de noviembre | Andina | 24 - 7  | Formosa | Los Teros Rugby Club, Catamarca |  |
|                |        | Reporte |         |                                 |  |

| 1 de noviembre | Paraguay | 14 - 17 | Misiones | Los Teros Rugby Club, Catamarca |  |
|                |          | Reporte |          |                                 |  |

| 1 de noviembre | Andina | 17 - 0  | Jujuy | Los Teros Rugby Club, Catamarca |  |
|                |        | Reporte |       |                                 |  |

| 3 de noviembre | Jujuy | 0 - 22  | Misiones | Los Teros Rugby Club, Catamarca |  |
|                |       | Reporte |          |                                 |  |

| 3 de noviembre | Paraguay | 27 - 5  | Formosa | Los Teros Rugby Club, Catamarca |  |
|                |          | Reporte |         |                                 |  |

| 3 de noviembre | Andina | 13 - 17 | Misiones | Los Teros Rugby Club, Catamarca |  |
|                |        | Reporte |          |                                 |  |

| 3 de noviembre | Jujuy | 14 - 10 | Formosa | Los Teros Rugby Club, Catamarca |  |
|                |       | Reporte |         |                                 |  |

| 3 de noviembre | Andina | 7 - 28  | Paraguay | Los Teros Rugby Club, Catamarca |  |
|                |        | Reporte |          |                                 |  |

| Bandera de la Provincia de Misiones       |
| Misiones Campeón Select 12 Segundo título |

## Zona Sur
Debido a condiciones climáticas, dos partidos de la primera fecha se debieron disputar el 2 de noviembre.
| Pos. | Equipos       | Partidos | Partidos | Partidos | Tantos | Tantos | Tantos | Pts. |
| Pos. | Equipos       | G        | E        | P        | PF     | PC     | DP     | Pts. |
| ---- | ------------- | -------- | -------- | -------- | ------ | ------ | ------ | ---- |
| 1.°  | Oeste         | 4        | 0        | 0        | 142    | 18     | +124   | 19   |
| 2.°  | Sur           | 3        | 0        | 1        | 123    | 50     | +73    | 14   |
| 3.°  | Lagos del Sur | 2        | 0        | 2        | 78     | 94     | -16    | 9    |
| 4.°  | Austral       | 1        | 0        | 3        | 74     | 71     | +3     | 7    |
| 5.°  | San Luis      | 0        | 0        | 4        | 17     | 201    | -184   | 0    |

|  | Campeón Zona Sur y clasifica a final de ascenso |

| 1 de noviembre | Lagos del Sur | 45 - 10 | San Luis | Santa Rosa Rugby Club, Santa Rosa |  |

| 1 de noviembre | Austral | 24 - 27 | Sur | Santa Rosa Rugby Club, Santa Rosa |  |
|                |         | Reporte |     |                                   |  |

| 1 de noviembre | Oeste | 57 - 0  | San Luis | Santa Rosa Rugby Club, Santa Rosa |  |
|                |       | Reporte |          |                                   |  |

| 2 de noviembre | Austral | 12 - 15 | Lagos del Sur | Santa Rosa Rugby Club, Santa Rosa |  |
| |         | Reporte |               |                                   |  |
| El partido comenzó a disputarse el 1 de noviembre pero se suspendió a los 8 minutos del segundo tiempo por cuestiones climáticas, concluyendo los minutos restantes el 2 de noviembre. |         |         |               |                                   |  |

| 2 de noviembre | Oeste | 13 - 10 | Sur | Santa Rosa Rugby Club, Santa Rosa |  |
|                |       | Reporte |     |                                   |  |

| 3 de noviembre | Sur | 22 - 13 | Lagos del Sur | Santa Rosa Rugby Club, Santa Rosa |  |

| 3 de noviembre | Austral | 35 - 7 | San Luis | Santa Rosa Rugby Club, Santa Rosa |  |

| 3 de noviembre | Oeste | 50 - 5  | Lagos del Sur | Santa Rosa Rugby Club, Santa Rosa |  |
|                |       | Reporte |               |                                   |  |

| 3 de noviembre | Sur | 64 - 0 | San Luis | Santa Rosa Rugby Club, Santa Rosa |  |

| 3 de noviembre | Oeste | 22 - 3  | Austral | Santa Rosa Rugby Club, Santa Rosa |  |
|                |       | Reporte |         |                                   |  |

| Bandera de la Provincia de Buenos Aires |
| Oeste Campeón Select 12 Segundo título  |

## Final ascenso
La final por el ascenso a la Zona Ascenso del Campeonato Argentino Juvenil 2025 se jugó el 1 de diciembre en Mar del Plata, en conjunto con las finales de la Zona Campeonato y Ascenso.
| 1 de diciembre | Misiones | 10 - 32 | Oeste | San Ignacio Rugby, Mar del Plata |  |